# کینیاچ
کینیاچ روستایی در استان ریفت والی، کنیا می‌باشد.